# Angela Watkinson
Angela Eileen Watkinson, född 18 november 1941 är en brittisk parlamentsledamot för Conservative. Hon representerar valkretsen Upminister sedan valet 2001.